# Жіноча збірна Бразилії з футболу
Жіноча збірна Бразилії з футболу (порт. Seleção Brasileira de Futebol Feminino) — національна збірна Бразилії з футболу, яка виступає на футбольних турнірах серед жінок. Контролюється Бразильською конфедерацією футболу. Багаторазові переможці чемпіонату Південної Америки, на Олімпійських іграх найвищим досягненням є срібні медалі (2004, 2008, 2024).

## Міжнародні турніри

### Чемпіонат світу
| Рік    | Результат      | Матчі | В  | Н | П  | МЗ | МП |
| ------ | -------------- | ----- | -- | - | -- | -- | -- |
| 1991   | груповий раунд | 3     | 1  | 0 | 2  | 1  | 7  |
| 1995   | груповий раунд | 3     | 1  | 0 | 2  | 3  | 8  |
| 1999   | 3-є місце      | 6     | 3  | 2 | 1  | 16 | 9  |
| 2003   | чвертьфінал    | 4     | 2  | 1 | 1  | 9  | 4  |
| 2007   | віце-чемпіон   | 6     | 5  | 0 | 1  | 17 | 4  |
| 2011   | чвертьфінал    | 4     | 3  | 1 | 0  | 9  | 2  |
| 2015   | 1/8            | 4     | 3  | 0 | 1  | 4  | 1  |
| 2019   | 1/8            | 4     | 2  | 0 | 2  | 7  | 5  |
| 2023   | груповий раунд | 3     | 1  | 1 | 1  | 5  | 2  |
| Усього | 9/9            | 37    | 21 | 5 | 11 | 71 | 42 |

### Копа Америка
| Рік    | Результат     | Матчі | В  | Н | П | МЗ  | МП |
| ------ | ------------- | ----- | -- | - | - | --- | -- |
| 1991   | чемпіони      | 2     | 2  | 0 | 0 | 12  | 1  |
| 1995   | чемпіони      | 5     | 5  | 0 | 0 | 44  | 1  |
| 1998   | чемпіони      | 6     | 6  | 0 | 0 | 66  | 3  |
| 2003   | чемпіони      | 3     | 3  | 0 | 0 | 18  | 2  |
| 2006   | віце-чемпіони | 7     | 6  | 0 | 1 | 30  | 4  |
| 2010   | чемпіони      | 7     | 7  | 0 | 0 | 25  | 2  |
| 2014   | чемпіони      | 7     | 5  | 1 | 1 | 22  | 3  |
| 2018   | чемпіони      | 7     | 5  | 1 | 1 | 22  | 3  |
| 2022   | чемпіони      | 6     | 6  | 0 | 0 | 20  | 0  |
| 2025   | чемпіони      | 6     | 4  | 2 | 0 | 21  | 6  |
| Усього | 10/10         | 56    | 51 | 3 | 2 | 289 | 24 |

### Олімпійські ігри
| Рік    | Результат   | Матчі | В  | Н | П  | МЗ | МП |
| ------ | ----------- | ----- | -- | - | -- | -- | -- |
| 1996   | 4-е місце   | 5     | 1  | 2 | 2  | 7  | 8  |
| 2000   | 4-е місце   | 5     | 2  | 0 | 3  | 5  | 6  |
| 2004   | 2-е місце   | 6     | 4  | 0 | 2  | 15 | 4  |
| 2008   | 2-е місце   | 6     | 4  | 1 | 1  | 11 | 5  |
| 2012   | чвертьфінал | 4     | 2  | 0 | 2  | 6  | 3  |
| 2016   | 4-е місце   | 6     | 2  | 3 | 1  | 9  | 3  |
| 2020   | чвертьфінал | 4     | 2  | 2 | 0  | 9  | 3  |
| 2024   | 2-е місце   | 6     | 3  | 0 | 3  | 7  | 7  |
| Усього | 8/8         | 42    | 20 | 7 | 14 | 69 | 39 |

### Панамериканські ігри
| Рік   | Результат                           | Матчі                               | В                                   | Н                                   | П                                   | МЗ                                  | МП                                  |
| ----- | ----------------------------------- | ----------------------------------- | ----------------------------------- | ----------------------------------- | ----------------------------------- | ----------------------------------- | ----------------------------------- |
| 1999  | не брала участі                     | не брала участі                     | не брала участі                     | не брала участі                     | не брала участі                     | не брала участі                     | не брала участі                     |
| 2003  | чемпіони                            | 4                                   | 4                                   | 0                                   | 0                                   | 14                                  | 2                                   |
| 2007  | чемпіони                            | 6                                   | 6                                   | 0                                   | 0                                   | 33                                  | 0                                   |
| 2011  | віце-чемпіони                       | 5                                   | 3                                   | 2                                   | 0                                   | 6                                   | 2                                   |
| 2015  | чемпіони                            | 5                                   | 5                                   | 0                                   | 0                                   | 20                                  | 3                                   |
| 2019  | Кваліфікувались на Олімпійські ігри | Кваліфікувались на Олімпійські ігри | Кваліфікувались на Олімпійські ігри | Кваліфікувались на Олімпійські ігри | Кваліфікувались на Олімпійські ігри | Кваліфікувались на Олімпійські ігри | Кваліфікувались на Олімпійські ігри |
| 2023  | Кваліфікувались на Олімпійські ігри | Кваліфікувались на Олімпійські ігри | Кваліфікувались на Олімпійські ігри | Кваліфікувались на Олімпійські ігри | Кваліфікувались на Олімпійські ігри | Кваліфікувались на Олімпійські ігри | Кваліфікувались на Олімпійські ігри |
| 2027  | Кваліфікувались на Олімпійські ігри | Кваліфікувались на Олімпійські ігри | Кваліфікувались на Олімпійські ігри | Кваліфікувались на Олімпійські ігри | Кваліфікувались на Олімпійські ігри | Кваліфікувались на Олімпійські ігри | Кваліфікувались на Олімпійські ігри |
| Разом | 4/8                                 | 20                                  | 18                                  | 2                                   | 0                                   | 73                                  | 7                                   |

1. ↑  Починаючи з 2019 року, місця на Панамериканських іграх надаються командам, які посіли місця з третього по п'яте на Кубку Америки серед жінок.